# Artjom Maltsev
Artjom Igorevitsj Maltsev (Russisch: Артём Игоревич Мальцев) (Nizjni Novgorod, 24 mei 1993) is een Russische langlaufer.

## Carrière
Maltsev maakte zijn wereldbekerdebuut in januari 2018 in Dresden. Een jaar later scoorde de Rus in Dresden zijn eerste wereldbekerpunten. Op de wereldkampioenschappen langlaufen 2019 in Seefeld eindigde hij als zeventiende op de sprint. In december 2019 behaalde Maltsev in Toblach zijn eerste toptienklassering in een wereldbekerwedstrijd. In december 2020 stond de Rus in Davos voor de eerste maal in zijn carrière op het podium van een wereldbekerwedstrijd. In Oberstdorf nam hij deel aan de wereldkampioenschappen langlaufen 2021. Op dit toernooi eindigde hij als vijfde op de 15 kilometer vrije stijl, op de estafette sleepte hij samen met Aleksej Tsjervotkin, Ivan Jakimoesjkin en Aleksandr Bolsjoenov de zilveren medaille in de wacht.

## Resultaten

### Wereldkampioenschappen
| Jaar | Plaats     | Resultaten                               |
| ---- | ---------- | ---------------------------------------- |
| 2019 | Seefeld    | 17e Sprint (vrije stijl)                 |
| 2021 | Oberstdorf | 5e 15 km vrije stijl · 4×10 km estafette |

### Wereldbeker
| Legenda | Legenda            |
| ------- | ------------------ |
| TdS     | Tour de Ski        |
| NO      | Nordic Opening     |
| LT      | Lillehammer Triple |
| RT      | Ruka Triple        |
| WBF     | Wereldbekerfinale  |
| STC     | Ski Tour Canada    |
| ST      | Ski Tour           |

Eindklasseringen
| Seizoen   | Algm | DI  | SP  | TdS |
| --------- | ---- | --- | --- | --- |
| 2018/2019 | 76e  | –   | 38e | –   |
| 2019/2020 | 20e  | 20e | 40e | 9e  |
| 2020/2021 | 5e   | 10e | 11e | 5e  |